# Заврни рукаве
Заврни рукаве је национална кампања чишћења Србије која се одржава неколико пута годишње, почевши од 2021. године, и коју организују еколошке организације - Еко стража, Trash Hero, Није блам, Очисти крај и многи други.  

## О кампањи
Националну кампању чишћења Србије чини група грађана и индивидуалаца која се окупи на један дан, на више места по целој Србији, са истим циљем, а то је да се очисти Србија. Настала је по узору на догађај из 2008. године када се цела Естонија окупила у кампањи Lets do it Estonia на један дан да би очистила земљу. Учешће у чишћењу Естоније је узело преко 50 хиљада становника који су прикупили 20 хиљада тона отпада. Две године касније 2012. године у Словенији организована је кампања под називом Let’s Clean Slovenia је 250.000 Словенаца изашло и очистило Словенију.
Кампања Заврни рукаве је настала захваљујући удружењу Еко стража, те је на њихову иницијативу и Србија добила пандан светским капмањама за заштиту животне средине.
Циљ кампање Заврни рукаве јесте да се омасови свест о великим проблемом нерегулисаних депонија и смећа у природи, као и мобилизација грађана која показује да жели институционалне промене када је у питању животна средина.
Најмасовнија акција чишћења Србије је организована у априлу 2023. године када је учествовало 5.500 људи на 163 различите локације, у 70 градова и села широм земље. Том приликом прикупљено је преко седамдесет тона отпада.
Акција чишћења Србије предвођена удружењем Еко стража 2024. године организована је једанаести пут 24. марта од 12 до 14 часова. Пријављено је 313 места за чишћење - дупло већи број локација у односу на ону из 2023. године. Уз Еко стражу и Крени-Промени у организацију акције чишћења Србије Заврни рукаве укључиле су се и организације: Први први на скали, Casa Forte, Удружење МОЈ БЛОК, Еколошки покрет Врбаса, Inmold Group doo, Сачувајмо зелену Звездару, Fit cleaner, Хикинг Србија, Еколошко удружење Рзав, Eco-machines, Еко Стража Нови Сад, УГ Млади у рурал, Марш с Колубаре, Удружење Екомар, УГ Брест, Фестивал еколошког позоришта за децу и младе, Здраво Делиблато, Зелени ракови.
Кампања Заврни рукаве функционише на следећи начин: први корак јесте почетак пријављивања локација (неколико недеља пред догађај почиње се са пријавама локација за чишћење и вођа локација); други корак је контактирање изабраних вођа од стране администратора и давање информација о обавезама; трећи корак јесу припреме пред акцију, недељу дана пред догађај позивају се актери преко социјалних мрежа да се прикључе и објављују локације за чишћење. За учешће у кампањи довољно је да учесници понесу рукавице и кесе за смеће и на тај начин буду део што масовније кампање и самим тим ефикасније у чишћењу Србије. 